# モン建国記念日

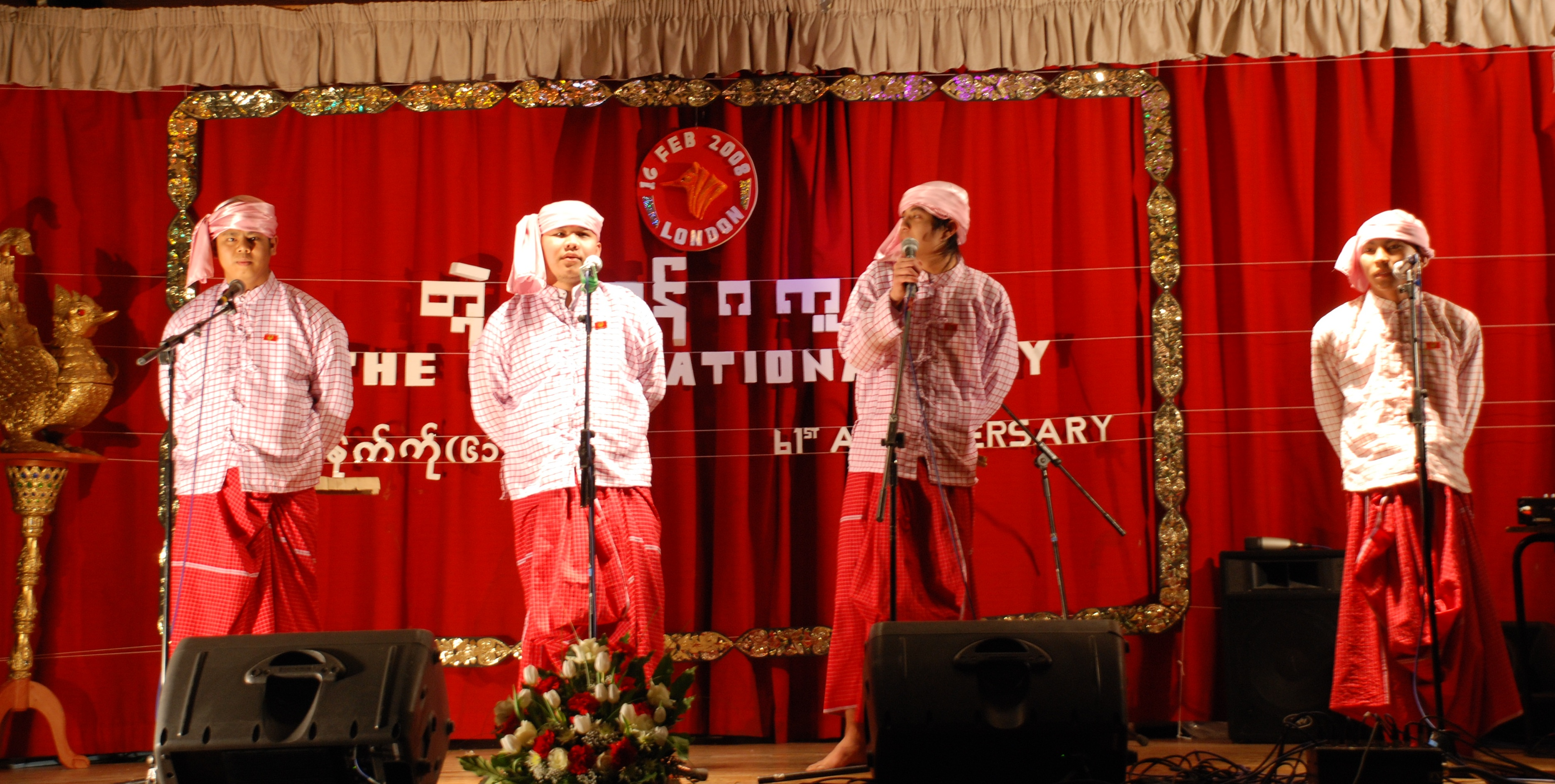
ロンドンでの第61回モン建国記念日のお祝い。

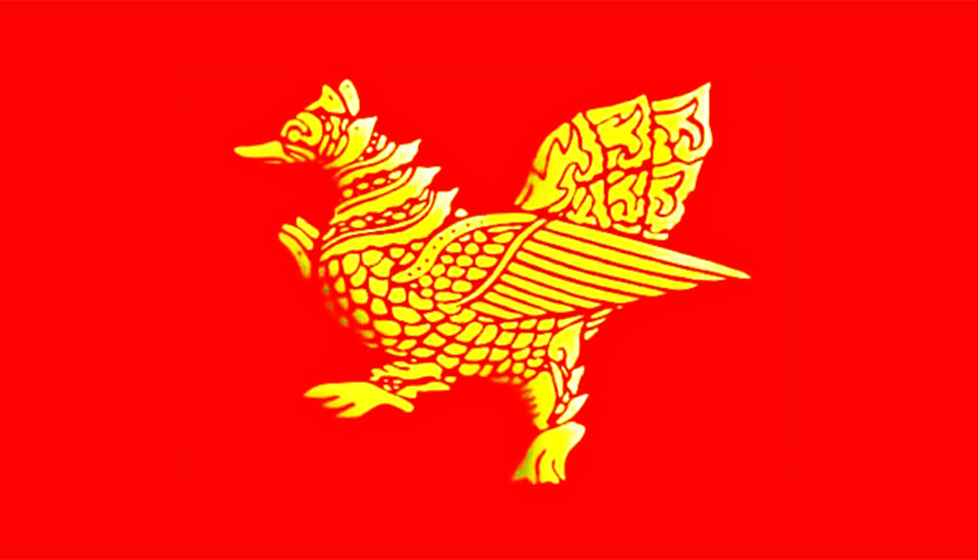
モン建国旗またはモン族旗。

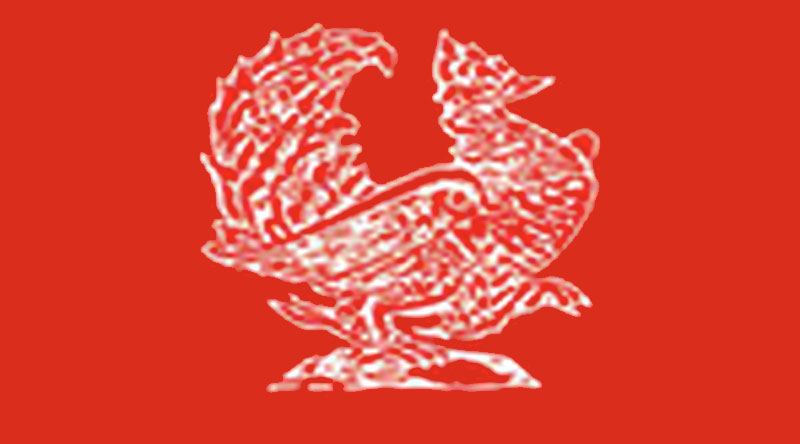
ホンサワトイ王国時代に使用されたモンの旗、AD 573-1757

モン建国記念日(モン語: တ္ၚဲကောန်ဂကူမန်, rungmoam kaun kay kaw mon; ビルマ語: မွန်အမျိုးသားနေ့ ビルマ語発音: [mʊ̀ɰ̃ ʔəmjód̪á nḛ] ムン・アミョーダー・ネェ; タイ語: วันชาติมอญ タイ語発音: [wān t͡ɕâːtːì mɔ̄ːn] ワン・チャーッティ・モーン)は、ペグー王朝の創設を記念する毎年恒例の建国記念日である。モン建国記念日は、ビルマとタイのモン族、および海外のモン族のコミュニティによって祝われている。この祝日は万仏節に倣い、ビルマ暦のダボードゥエー（モン語ではマイク မာ်）の太陰月の最初の月相の日にあたる。

## 起源
モン建国記念日は1947年に最初に祝われ、CE 573で最後のモン王国であるハンターワディー（現在はバゴーを中心とする）の神話上の基礎を示した。モン建国記念日の起源は、どちらも植民地時代のお祝いであり、これらのコミュニティの民族的アイデンティティを育んだため、カレン新年の起源と平行している。前者は、1947年10月にムドン郡区のカマウク村（Kamawuk）で決議により連合モン協会によって設立された。 1974年、ビルマ社会主義計画党主導の政府は、モン州の設立を祝うために、3月19日のモン州の日を公式に承認した。モン建国記念日は現在、ビルマ政府によって国民の祝日として認識されてはいない。しかし、2013年に、モン州政府は休日のお祝いを組織することに関心を示した。その同じ年、国の事実上の指導者であるアウンサンスーチーは、ヤンゴンの人民広場と公園で開催された大規模なモン建国記念日の祝賀会で講演した。2016年、活動家と祝祭主催者は建国記念日を祝日として守るよう建国記念政府に請願した。2017年以来、モン州政府は州全体のモン建国記念日のお祝いに資金を割り当てている。2018年、モンとカレン州政府は、カレン州での初のモン建国記念日のお祝いに共同で資金を割り当てた。

## 祝賀
モン建国記念日は、ビルマ全土、主にモン族とカレン州、ヤンゴン、タニンダーリ地方地域のモン族コミュニティによって祝われている。タイのモン建国記念日は、1982年にバンコクで最初に開催された。シンガポール、マレーシア、韓国など、モンの人口が多い国々もこの機会を観察している。モン建国記念日には、文学コンクール、写真展、伝統的なボクシングコンテスト、人気のモンドラマ劇団やその他の文化ショーによる伝統的な歌や踊りがある。祭りの期間中は、伝統的なモン楽器、食べ物、手工芸品も販売される。祭りの期間中、多くの有名人は赤い色のロンジーと白いトップスで構成される伝統的なモンの衣装を着用する。

## 画廊

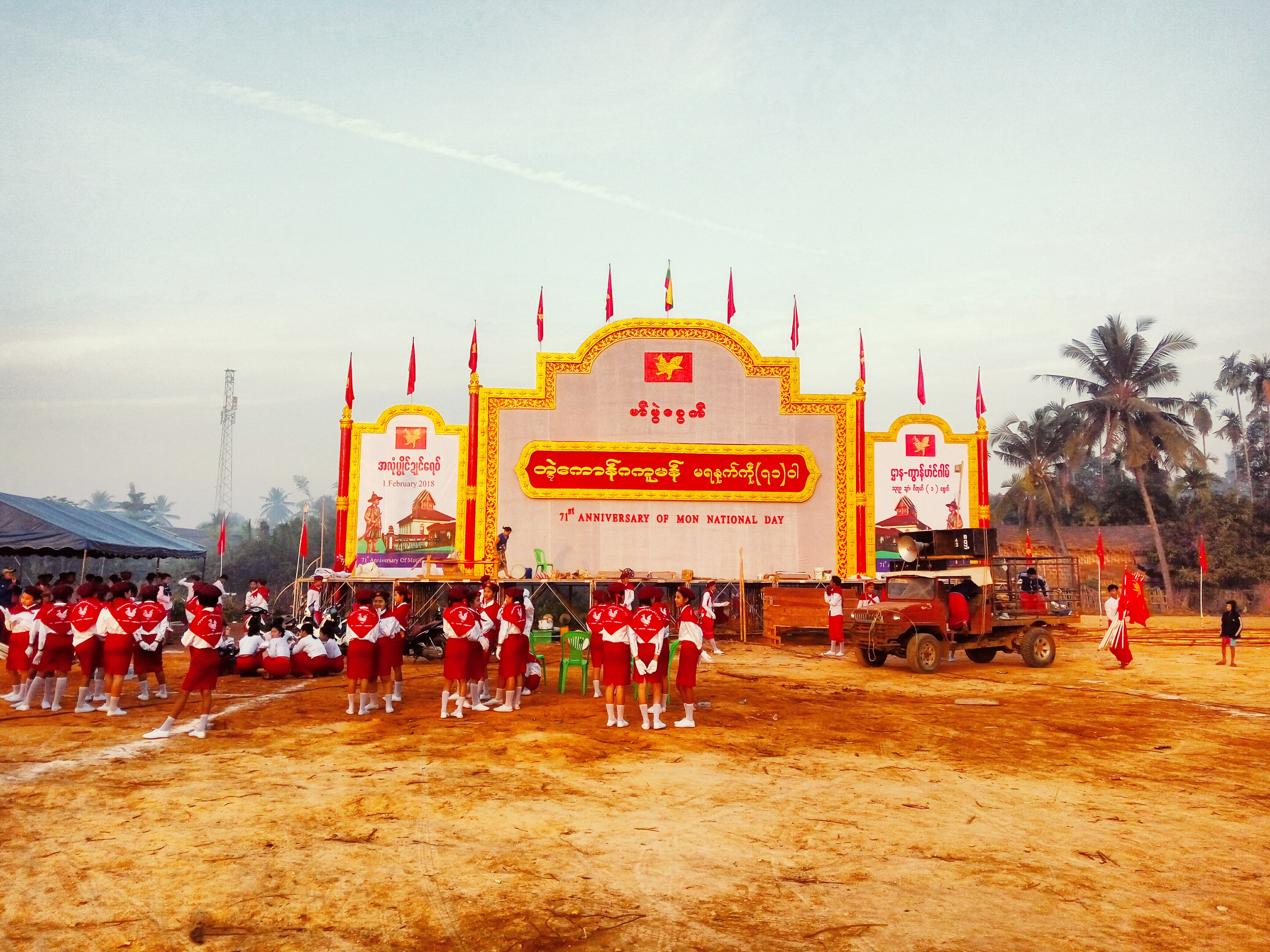
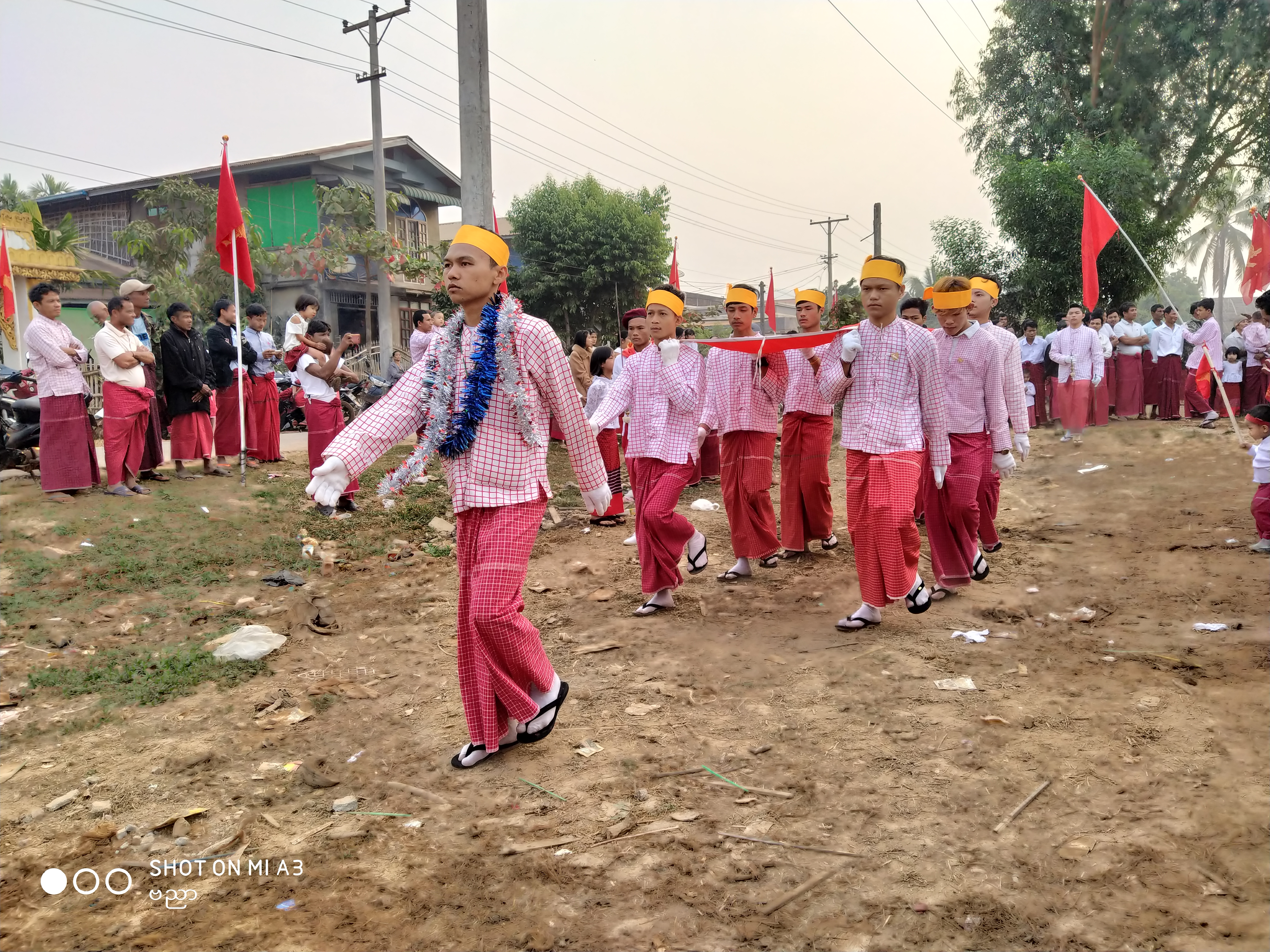
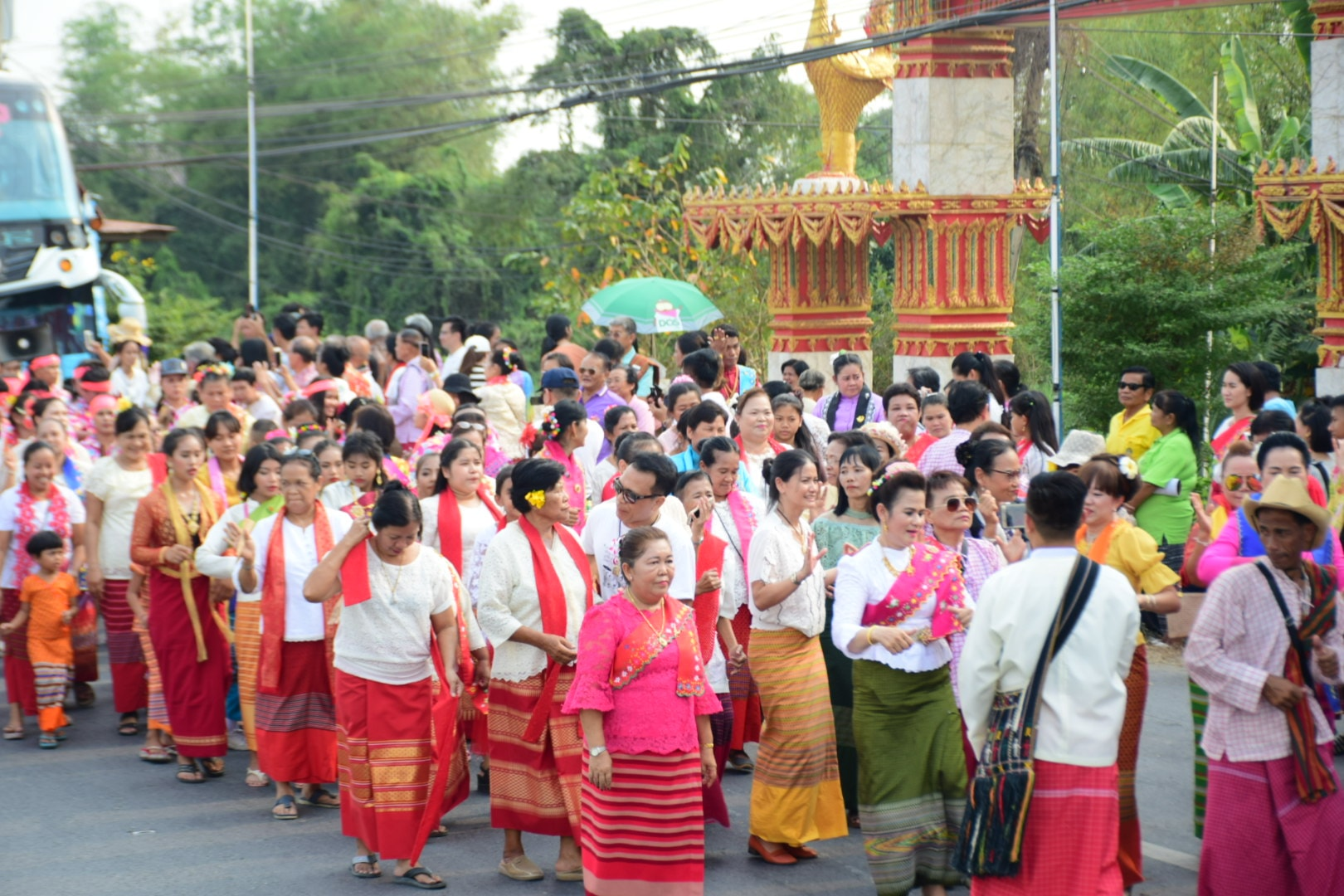
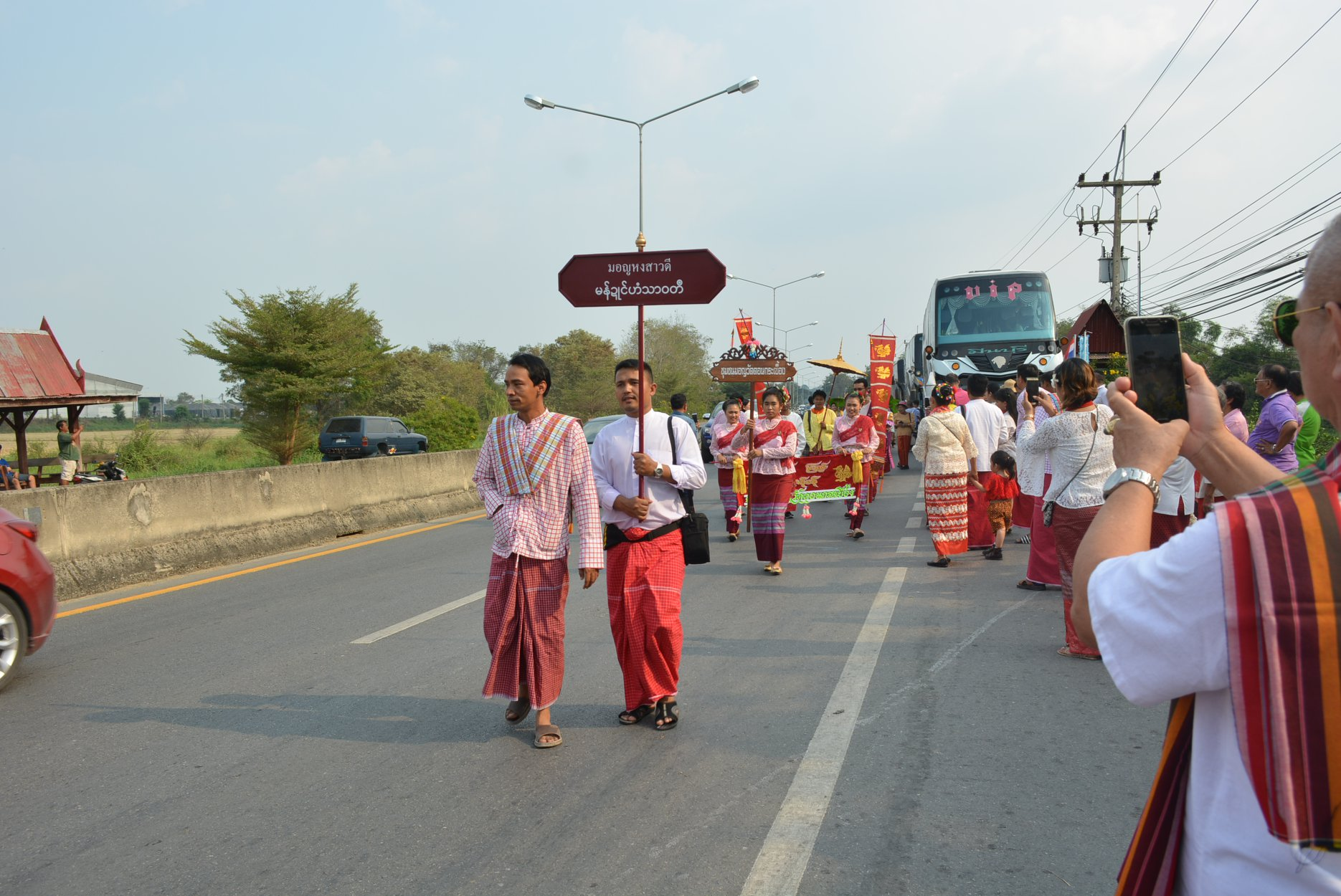
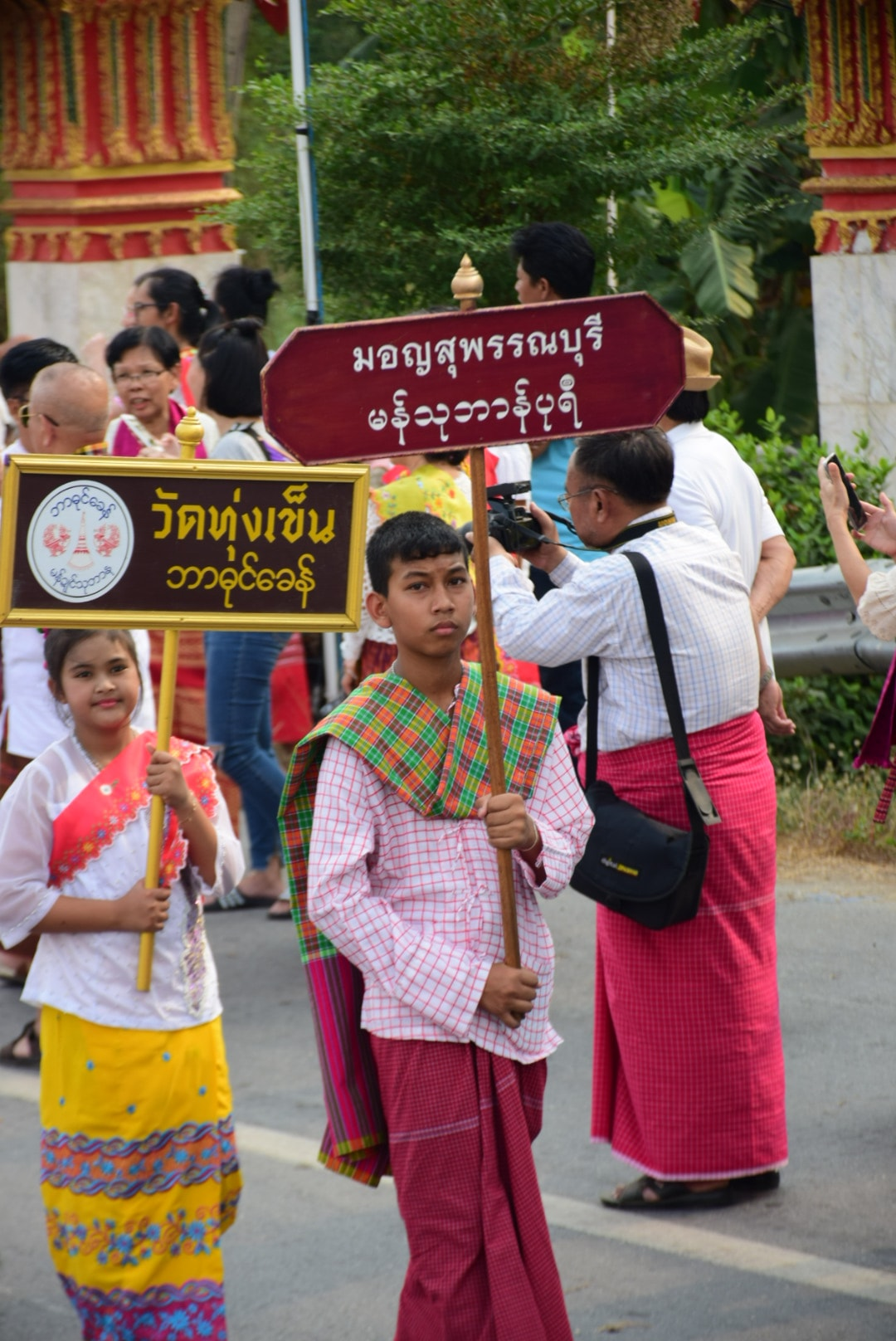
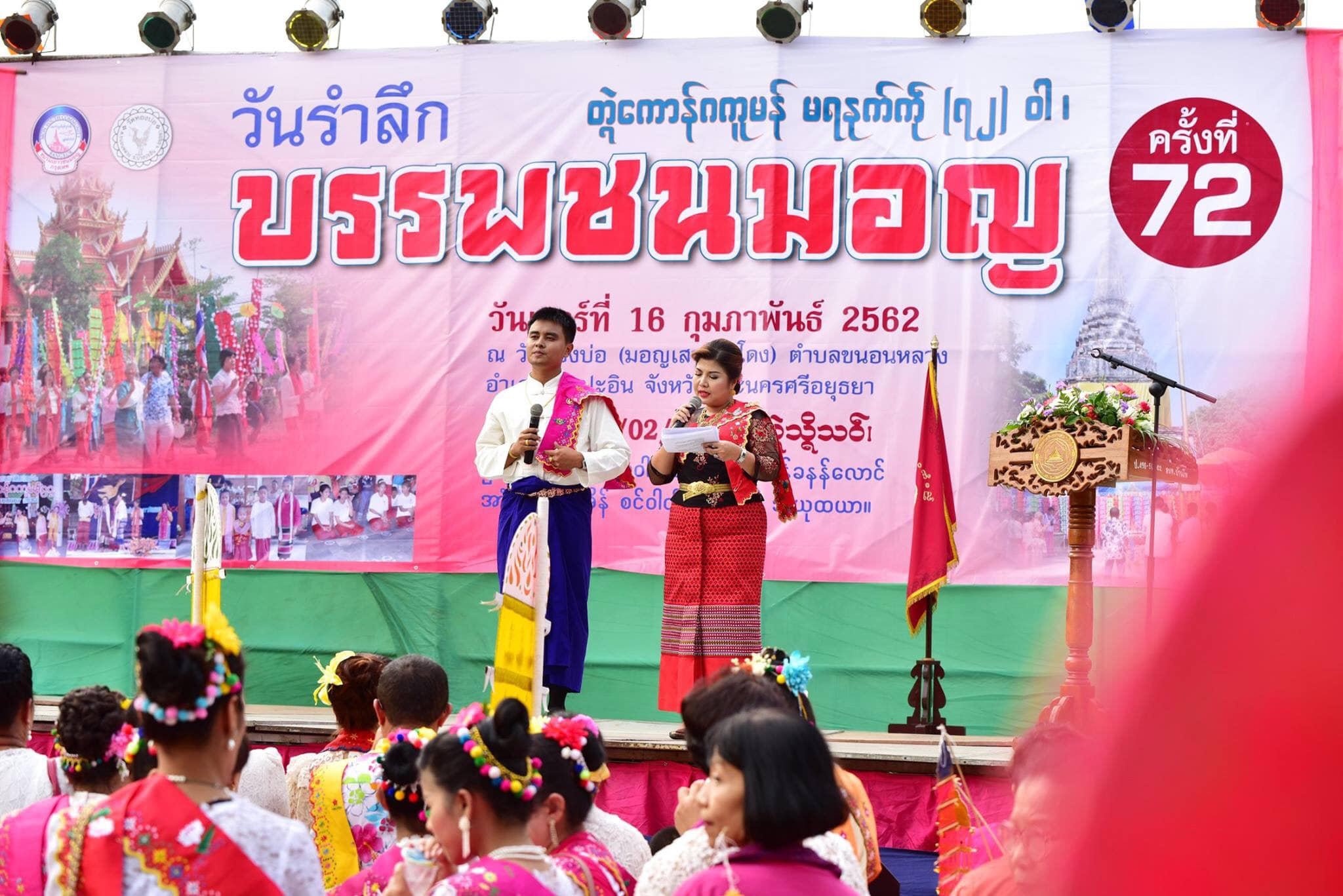
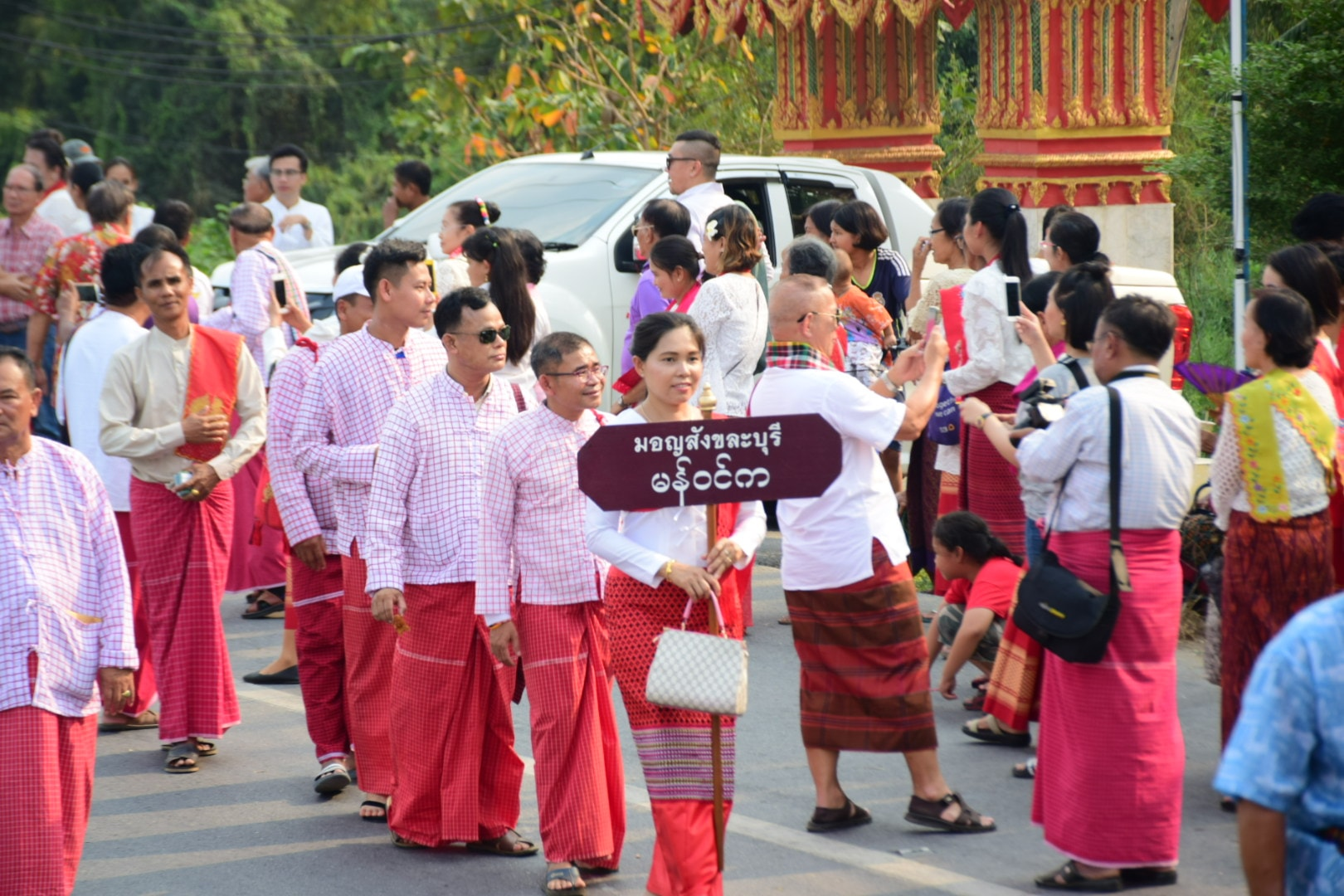
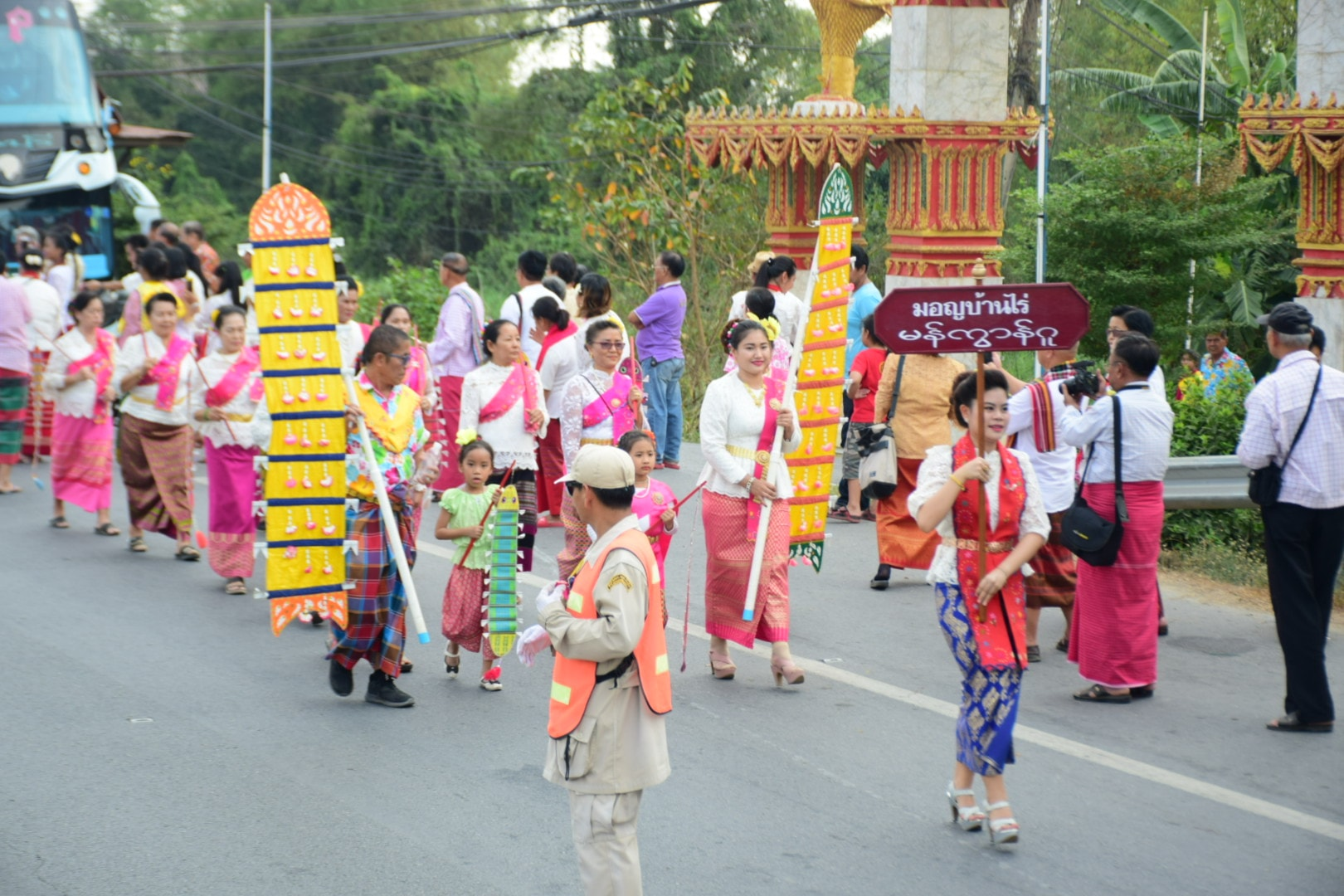
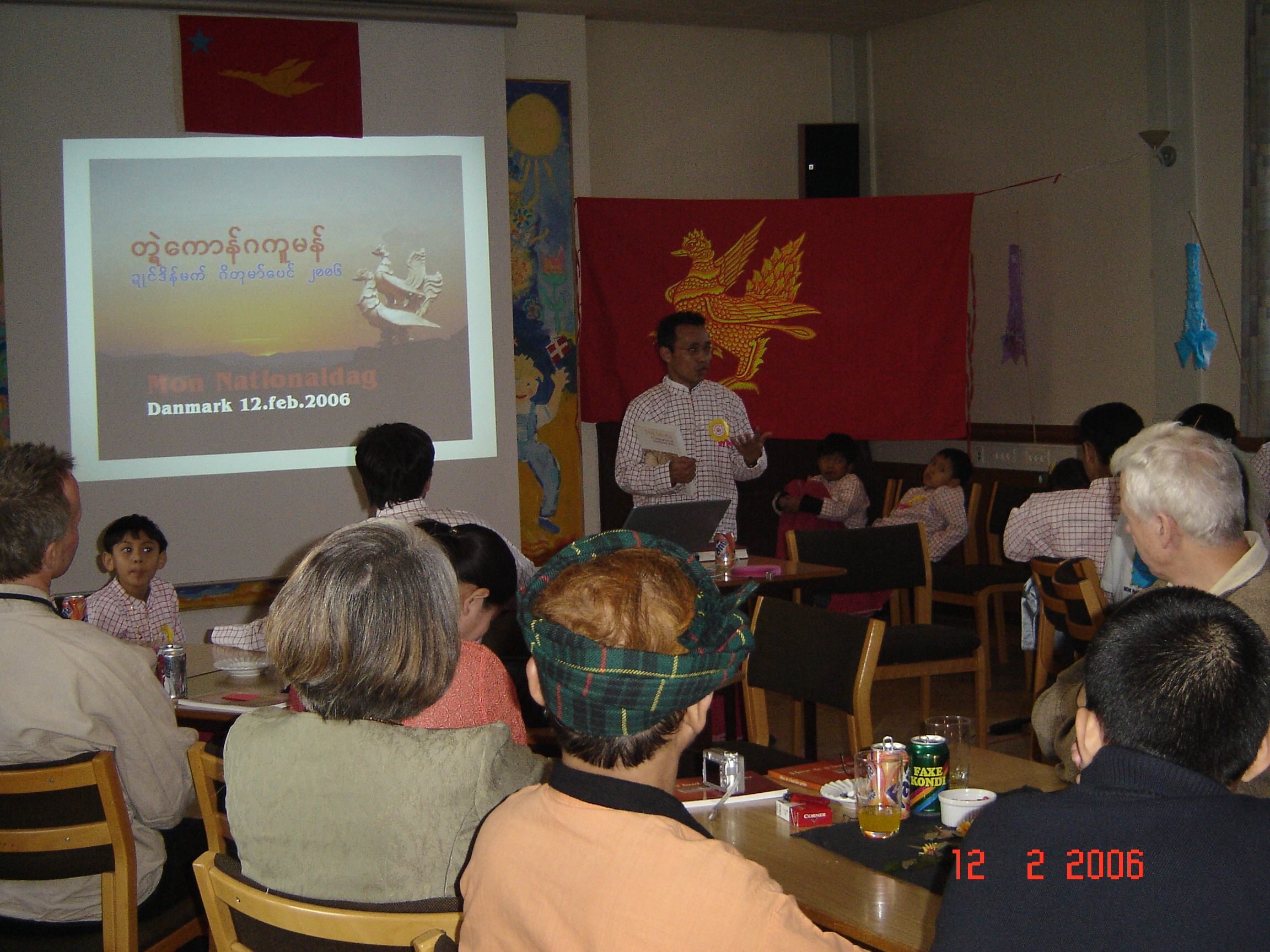
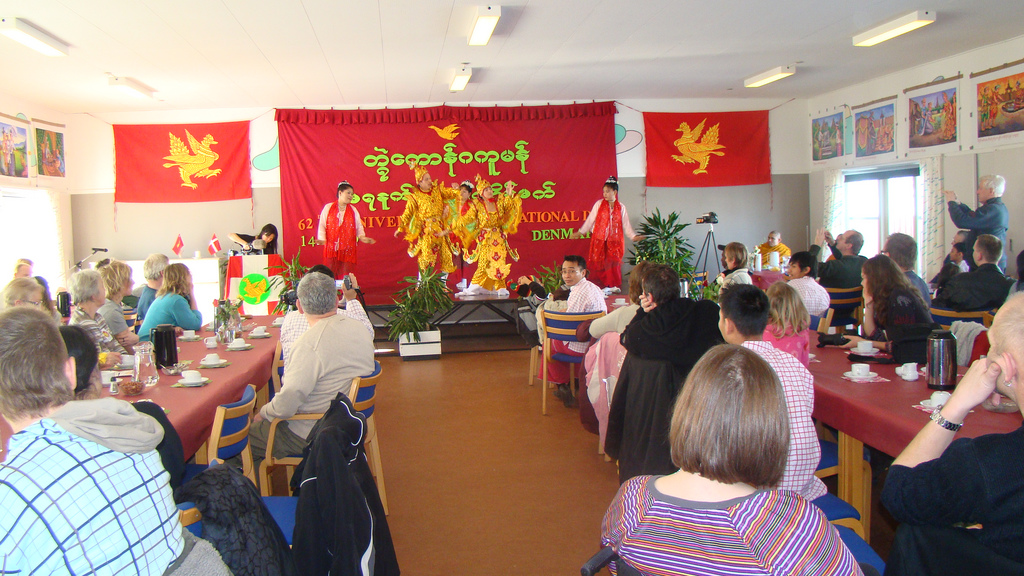
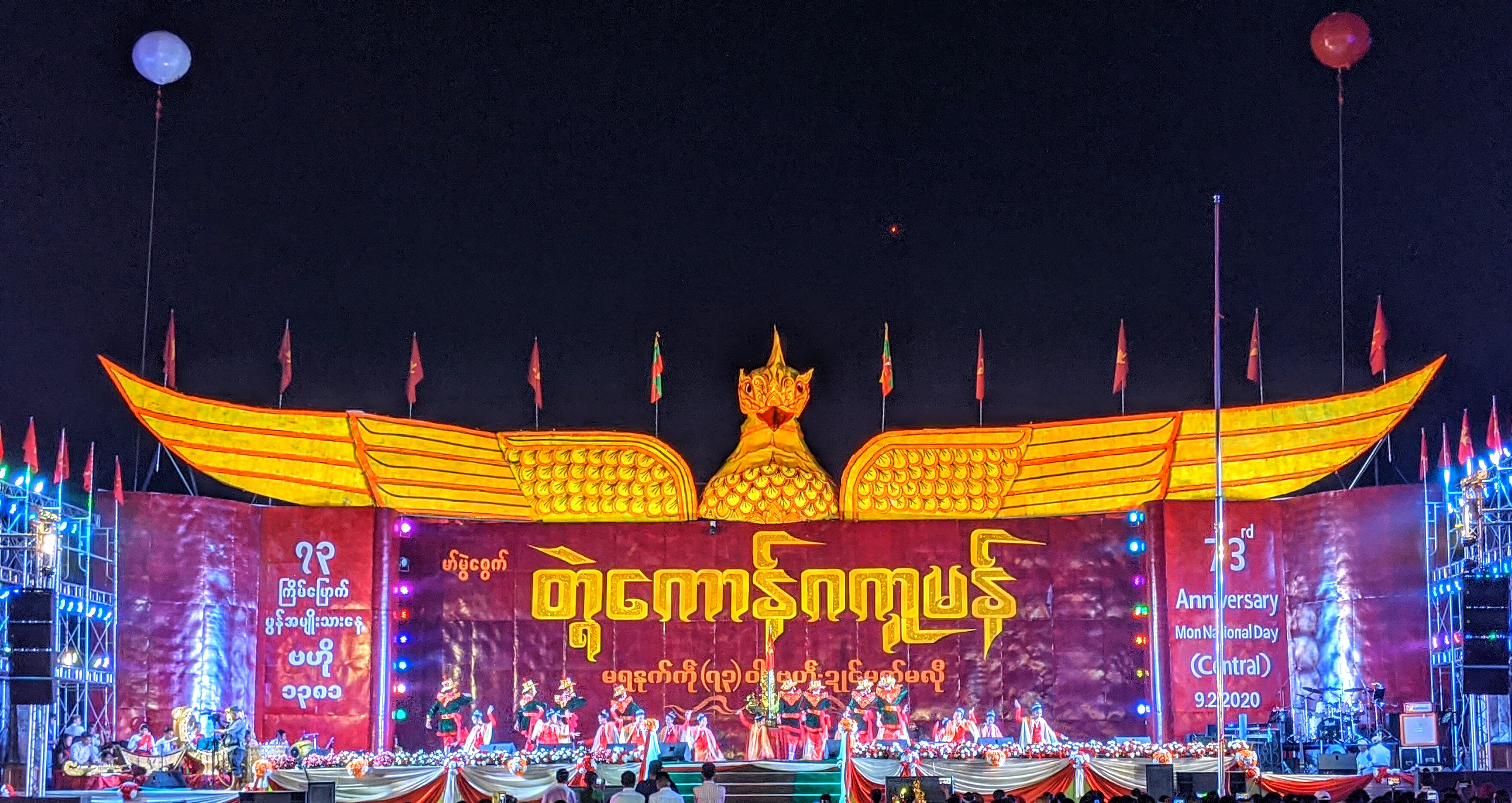
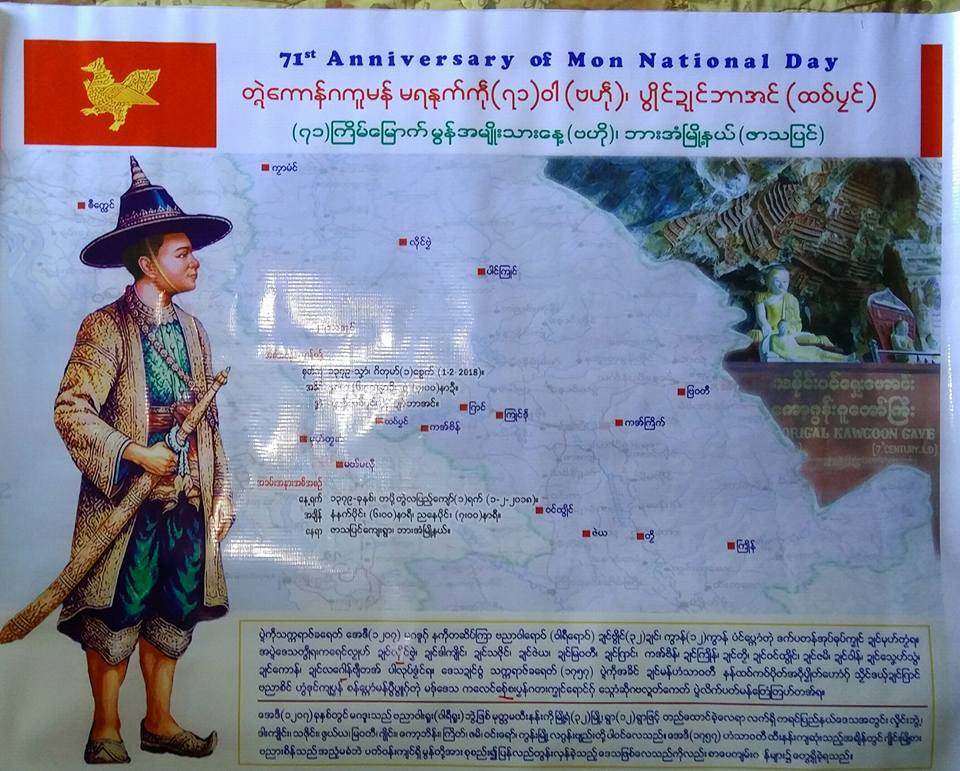